# Gilles Le Bouvier
Gilles Le Bouvier (1386-1460) fue un cronista, viajero, plenipotenciario y rey de armas de Francia, nombrado Berry.
Andre du Chesne  de Alano Chartier, uno de los personajes mas hábiles de su tiempo, hizo imprimir de el alguna cosa, y en la recopilación que ministró de los historiadores franceses, asegura que la historia de Carlos VI y de Carlos VII, que el le había atribuido, es de Berry primer heraldo del rey o rey de armas de Carlos VII

## Biografía
Gilles, llamado Berry, era un cronista, viajero y heraldo de armas nacido en Bourges, y se marcha de su país natal para recorrer mundo. Gilles llega a París y se introduce en la Corte gracias al patronazgo del duque Juan I de Berry (1340-1416), hijo del rey Juan II de Francia y de Bona de Luxemburgo, quien asistió a la batalla de Poitiers (1356) donde fue uno de los rehenes entregado por el tratado de Bretigny en 1360 y fue nombrado gobernador de Languedoc, levantando la provincia por sus atropellos devastada por las Grandes Compañías, recibiendo como patrimonio exclusivo Berry; fue también Juan I de Berry protector de las letras y las artes a Bourges, mandando esculpir el gran  portal de la catedral, el palacio, la Santa Capilla, reuniendo grandes riquezas artísticas y una biblioteca con una magnífica colección de  manuscritos.
Gilles, en 1420, obtiene de Carlos VII de Francia, en ese momento regente de Francia, el  oficio de heraldo de armas, ocupación que prueba Fray Prudencio Sandoval lo antiguo de su origen y privilegios. 
Gilles, en 1426, partió en la embajada que envió el rey de Francia al ducado de Bretaña para unificar a la causa real a los vasallos descontentos, llevándole la respuesta en calidad de heraldo, y fue el encargado de pintar los emblemas de la Pucelle sobre los modelos anexos a las letras patentes del 2 de junio de 1429.
El 4 de noviembre de 1437, Carlos VII entra solemnemente en París, dentro de un grupo de gente ocupando el centro y a la cabeza de su Casa marcha Gilles con la cota de mallas del ejército de Francia, de terciopelo azul encargada con tres flores de lis de oro, adornadas de gruesas perlas.
Gilles, en 1429, toma parte en las negociaciones y en las operaciones militares que tuvieron como resultado la recuperación de la Normandía, siendo Jacques Coeur, banquero, por sus adelantos financieros quien provino las despensas de la expedición, y en 1454 se menciona a Gilles por una gratificación de 120 libras por el rey en ayudas  a la parte baja del país de Auvernia.
Gilles como cronista dejó las siguientes obras: Crónica o historia de Carlos VII rey de Francia, que comienza en 1402 y termina con la muerte del condestable de Richemont, en 26 de diciembre de 1458, y la crónica anónima en muchos manuscritos fue atribuida por error a un poeta Alain Chartier (1386-1449), notario y secretario del rey, quien estudió en la universidad de París. Historia del rey Ricardo, trabajo histórico de Inglaterra iniciado por el rey y por Gilles sobre Ricardo II de Inglaterra; Armorial o registro de la nobleza, obra extremadamente curiosa, compuesta de un archivo de blasones recogidos por Gilles, de país en país, de provincia en provincia, a lo largo de su carrera, distribuida la obra metódicamente y por orden geográfico, y restituye la tabla oficial del armorial de la nobleza de Francia, haciendo constar las circunscripciones heráldicas, y 28 miniaturas o grandes viñetas pintadas representan el rey , las princesas, los barónnes feudales, armas de todas las regiones y decoradas con todo tipo de insidnias heráldicas y militares con las divisas; Geografía en forma de viajes, obra interesante para historiadores y arqueólogos donde cita todos los países que enumera en el armorial. En la obra del historiador y economista político de Francia Jean Pierre Clement (1809-) Jacques Coeur et Charles VII, 1853, 2 vols., da sucesivamente da extractos de esta llamativa geografía.

## Obras
- Chronique ou histoire de Charles VII, roi de France, (1402-1458), diversos manuscritos de esta obra.
- Les chroniques du roi Charles VII, París, 1979 (publicada por Leonce Celier).
- Recouvrement de la Normandie
- Chonique de Normandie
- Histoire du roi Richard
- Armorial o registre de noblesse
- Geographie en forme de voyages
- Description de la France (se halla en la obra del polígrafo Philippe Labbe (1607-1667) Abrege royal de l'alliance chronologique, 1651, in-4º, quien dejó Gilles otras obras manuscritas que habla el Padre Jacques Lelong (1665-1721) autor Lelong  de Bibliotheque historique de la France:..., París, 1768 y de Sacrorum conciliorum, Graz, 1960-62, 54 vols.)